# Ljubomir Lovrić
Ljubomir Lovrić (in serbo Љубомиp Лoвpић?; Novi Sad, 28 maggio 1920 – Belgrado, 26 agosto 1994) è stato un calciatore, allenatore di calcio e giornalista jugoslavo. Ha lavorato in qualità di cronista sportivo per Pravda, Mladost e Borba, andando in pensione dopo essere stato il redattore capo di Sport, testata di Belgrado, dal 1959 al 1980.

## Carriera

### Club
Integrò i ranghi giovanili dello Jugoslavija, passando in prima squadra nel 1937 e rimanendovi fino al 1944; nel 1945 infatti is trasferì alla Stella Rossa, che era stata fondata proprio dalla defunta società dello Jugoslavija, con la quale si ritirò nel 1952, dopo aver vinto un titolo nazionale jugoslavo.

### Nazionale
Debuttò contro l'Inghilterra il 18 maggio 1939, appena diciottenne, mettendosi in evidenza per la prestazione positiva che valse alla sua compagine la vittoria contro gli inglesi; partecipò anche al torneo di Londra 1948, giocando solo la partita contro la Svezia, il 13 agosto.

### Allenatore
Formò parte della commissione di allenatori che guidò la Nazionale al campionato europeo di calcio 1960, raggiungendo la finale, e di quella che prese parte al campionato del mondo 1962; nel 1964 ricoprì l'incarico da solo durante Tokyo 1964.

## Palmarès

### Giocatore

#### Club
- Campionato jugoslavo: 1

Stella Rossa: 1951

#### Nazionale
- Argento olimpico: 1

Londra 1948